# Kahina
Kāhina, soprannome con cui è conosciuta Dīhya (VII secolo – VIII secolo), è stata una regina e condottiera berbera.
Kāhina in arabo significa "sacerdotessa, maga, indovina".
Regina della tribù berbera nomade dei Ğerawa, la principale figura della resistenza all'invasione araba del Nordafrica tra il 695 e il 705. Partendo dai monti dell'Aurès (nord-est dell'Algeria), sede della sua tribù (sembra, di religione ebraica), riuscì a porsi a capo di un'alleanza di tribù indigene di religione sia ebraica sia cristiana, che contrastò efficacemente per oltre un decennio l'espansione araba musulmana.

## Le vicende
Quando Kāhina avvia la sua esperienza politica era già vedova, e senza dubbio alquanto anziana. Dopo avere già partecipato al combattimento contro le truppe del Califfo a Tehuda (683), nel corso del quale trovò la morte ʿUqba b. Nāfiʿ, la Kāhina affrontò, alla testa delle sue truppe, i rinforzi arabi inviati da oriente nel 688, sotto il comando del governatore dell'Egitto, Hassān b. al-Nuʿmān, contro i Berberi e i Bizantini.
Il combattimento ebbe luogo nel 689 presso il wādī Nini (vicino a Khenchela), gli Arabi vennero sconfitti dalla Kāhina e successivamente inseguiti fino in Tripolitania (l'attuale Libia).
La Kāhina fece allora ritorno nell'Aurès, dove adottò uno dei suoi prigionieri arabi, Khālid ibn Yazīd.
Le truppe del Califfo si riportarono in una posizione molto più vantaggiosa a partire dal 698 con la presa di Cartagine e la sconfitta dei Bizantini in Nordafrica.
Gli uomini di Kāhina, convinti che gli Arabi fossero attirati nel paese dalle sue ricchezze agricole, si misero allora - secondo l'al-Bayān al-Mughrib di Ibn al-Athīr - a fare terra bruciata. I coltivatori della costa, ostili a questa politica, come ricordano Ibn Khaldūn nel suo Kitāb al-ʿIbar e nel Bayān, abbandonarono Kāhina e inviarono addirittura, secondo lo storico Ibn al-Athīr, emissari all'emiro Ḥassan b. al-Nuʿmān per chiedergli di intervenire. D'altra parte, il suo figlio adottivo Khālid, che conservava rapporti con il campo avversario, tenne informati gli Arabi degli spostamenti dei Berberi.
Indebolita da queste defezioni, Kāhina subì un rovescio e cercò rifugio in una cittadella bizantina nei pressi di Biskra. Venne però costretta a proseguire nella sua ritirata, e affrontò l'ultima battaglia a Tarfa. Qui Kāhina trovò la morte in una località che conserva tuttora il suo nome, il Biʾr al-Kāhina ("Il pozzo di Kāhina").
Alla vigilia del combattimento, Kāhina avrebbe domandato ai suoi due figli, secondo Ibn Khaldūn, di allearsi al futuro vincitore. Di conseguenza l'emiro Ḥassān nominò, dopo la conversione dei Berberi all'Islam, il figlio maggiore governatore dell'Aurès, e l'altro figlio capo delle milizie Ğerawa. Questa alleanza portò con sé quella di numerosi Berberi cristiani ed ebrei, che si convertirono anch'essi in massa alla fede islamica.

## Le divergenze storiche
Il ruolo svolto dalla Kāhina ha costituito un punto cruciale importante per i suoi commentatori. Le asserzioni di molti di essi sono basate su preconcetti politici che sono tanto più difficili da verificare in quanto le fonti sono poche e questa regina guerriera è una figura in gran parte leggendaria.

### Gli Ebrei in Nordafrica
Comunque sia, Ibn Khaldūn, considerato il più autorevole non solo tra gli storici del Medioevo (non solo musulmani ma anche cristiani), riferisce: «Tra i Berberi ebrei, si distinguevano i Ğerawa, tribù che abita l'Aurès, e alla quale appartiene la Kāhina» (Histoire des Berbères, tradotta [in francese] dal barone de Slane, t. 1, p. 208, Algeri, 1852-56).
Il più grande storico francese del Maghreb, Émile Félix Gauthier, dopo aver metodicamente sottoposto ad un'analisi critica tutte le fonti, giunge alla stessa constatazione: «I Ğerawa non sono più dei cristiani, come gli Awreba, ma sono proprio ebrei». (E. F. Gauthier, Les siècles obscurs du Maghreb, Parigi, Payot, 1927, p. 245)
Ciò non ha impedito il sorgere, ai nostri giorni, di una corrente che nega l'appartenenza all'ebraismo di questa eroina.
Gli Ebrei erano particolarmente numerosi in Nord Africa, in epoca romana, secondo la testimonianza di Strabone. Alcuni vi erano venuti liberamente, nel corso dei secoli, fin da epoca cartaginese, mentre altri vi erano stati deportati in massa ad opera di Traiano, dopo aver tenuto testa a lungo alle legioni romane in Cirenaica. Nessun significato ha invece il fatto che il nome stesso "Kāhina" sia paragonabile al femminile di Cohen "sacerdote" in ebraico. I termini infatti hanno la medesima radice triconsonantica (tipica delle lingue semitiche) <k-h-n> che in tutte le culture semitiche ha il significato di "vaticinatore" e, di conseguenza (per l'oracolarità di molte divinità proto-semitiche, "officiatore di riti religiosi".
L'epiteto di Kāhina quindi non riporta necessariamente a un'origine ebraica, benché questo resti comunque possibile e, nel Maghreb precedente alla conquista islamica, ciò fosse abbastanza normale.
Quanto all'ipotesi, avanzata da alcuni autori, che la Kāhina fosse cristiana, perché tra i suoi antenati figuravano i nomi di Matya e Tifan, che sarebbero la deformazione di Mattia e Teofane, anche questi sembrano indizi tutto sommato deboli, poiché entrambi i nomi, Mattia (di origine ebraica) e Teofane (di origine greca), potevano essere portati tanto da ebrei quanto da cristiani, in un'epoca in cui il Nordafrica era soggetto all'Impero bizantino.

### Nomadi e sedentari
La storiografia ha anche posto l'accento sulla politica di terra bruciata che sarebbe stata praticata sotto la Kāhina (secondo Ibn Khaldūn e il Bayān). Il Nordafrica era in effetti divenuto, dopo la caduta dell'Impero romano d'Occidente, teatro di scontri tra Bizantini e indigeni, come pure tra Berberi nomadi e sedentari.
Negli ultimi tempi è venuto di moda dare il nome Kāhina alle bambine sia tra i Berberi dell'Algeria o del Marocco, sia tra quelli nei paesi di emigrazione.

## Nella cultura di massa
- Kahina è interpretata, in una versione romanzata, da  Alison Bruce nell'episodio 5 della sesta stagione di Xena - Principessa guerriera.